# Mennevret
Mennevret é uma comuna francesa na região administrativa de Altos da França, no departamento de Aisne. Estende-se por uma área de 11,89 km². Em 2010 a comuna tinha 675 habitantes (densidade: 56,8 hab./km²).